# Étienne de Montety
Pour les articles homonymes, voir Montety.
Étienne de Montety, né le 2 mai 1965 dans le 15e arrondissement de Paris, est un écrivain et journaliste français.

## Biographie

### Famille
La famille de Montety est une famille d'ancienne bourgeoisie originaire du Rouergue.
Elle est issue d'Antoine de Montety, né en 1637, à Saint-Georges-de-Luzençon, actuel département de l'Aveyron. Louis Albert de Montety, né en 1849 à Séverac (Aveyron), a été élu en 1885 et 1889 député monarchiste de son département natal. Paulin de Montety (1820-1898), ingénieur du génie maritime, a été à l'initiative de la naissance d'une œuvre sociale à Toulon en faveur des ouvriers de l'Arsenal, donnant naissance à un quartier populaire, longtemps connu sous le nom de « quartier Montety ».
Le grand-père d’Étienne de Montety, Georges de Montety (1886-1975), officier d'active, a été en captivité en Allemagne, pendant la Première Guerre mondiale, avec Charles de Gaulle alors capitaine, à la forteresse d'Ingolstadt (Bavière).

### Formation
Étienne de Montety fait ses études à l'université Paris X-Nanterre, où il obtient une maîtrise de droit et de sciences politiques et un DESS de sciences politiques. 

### Carrière
Directeur adjoint de la rédaction du Figaro et directeur du Figaro littéraire depuis 2006 (après la démission d'Angelo Rinaldi), il dirige les pages « Débats Opinions » du quotidien entre 2008 et 2012. Il assure une chronique quotidienne sur la langue française intitulée « Un dernier mot ».
Depuis 2008, il préside à Versailles le salon Histoire de lire, qui se tient chaque année à l'hôtel de ville et réunit des historiens et des romanciers.
Depuis 2012, il participe à l’école Pierre-Claver, fondée par la philosophe Ayyam Sureau, épouse de l'écrivain et avocat François Sureau, en donnant des cours d'histoire à des réfugiés.
Il est membre du conseil d'administration de l'association Lire pour en sortir, fondée par l'avocat Alexandre Duval-Stalla, qui promeut des initiatives en faveur de la lecture en prison.
Depuis 2019, il préside le jury du prix des Deux-Magots, où il a succédé à l'écrivain Jean-Paul Caracalla. Il est également membre du jury du prix Giono et du prix Jacques Audiberti de la ville d'Antibes.

## Œuvres
- Thierry Maulnier, Julliard, Paris, 1994, biographie
- Salut à Kléber Haedens, Grasset, 1996
- Honoré d'Estienne d'Orves, un héros français, Perrin, 2001[5] – Prix littéraire de l'armée de terre - Erwan Bergot en 2001. Prix du Nouveau Cercle de l'Union
- Des hommes irréguliers, Perrin, 2006
- L'Article de la mort, roman, Gallimard, 2009[6] – Prix Ève-Delacroix[7]
- La Route du salut, roman, Gallimard, 2013 – Prix des Deux Magots
- Encore un mot : billets du « Figaro », Points, 2013
- Un dernier mot : billets du Figaro, Points, 2015
- L'Amant noir, roman, Gallimard, 2017[8] – Prix Jean-Freustié
- La Grande Épreuve, Stock, 2020[9],[10] – Grand prix du roman de l'Académie française[11],[12]
- La Douceur, Stock, 2023[13] - Prix Jean d'Ormesson[14]